# Буйко Георгій Володимирович
Буйко Георгій Володимирович — український політик, Голова Антифашистського комітету України.

## Життєпис
Народився 21 серпня 1947 року в м. Житомир.

## Освіта
Закінчив СШ № 77 у Донецьку, відслужив строкову службу у Радянській армії.
В 1975 році з відзнакою закінчив Донецький державний університет, кандидат історичних наук, та Національну юридичну академію України імені Я. Мудрого, юрист.

## Кар'єра
З 1965 року працював електриком Донецького державного театру ляльок, з 1969 — підземний електрослюсар шахти імені Абакумова.
Під час навчання — заступник секретаря, секретар комітету комсомолу, аспірант Донецького державного університету. Член КПРС з 1967 року.
У 1982—1984 роках — викладач Донецького державного медичного інституту імені М. Горького, потім на партійній роботі в Донецькому обкомі КПУ.
У 1991—1998 роках — старший викладач, доцент Донецького державного інституту здоров'я, фізичного виховання і спорту.

## Громадська діяльність
З 1992 року — активний учасник відновлення Комуністичної партії України. Секретар, з 1994 по 2005 рік був першим секретарем Донецького обкому, головний редактор газети «Коммунист Донбасса», член Президії ЦК КПУ.
У 1994—1998 роках — депутат Донецької обласної ради. Народний депутат України 3-4 скликання від КПУ (1998—2006).
З 2005 року — голова правління Всеукраїнського суспільного об'єднання «Інтелігенція за соціалізм», з 2007 року — голова Антифашистського комітету України. З червня 2008 року — секретар ЦК Комуністичної партії України.
В липні 2023 року Олександрові Буйку було повідомлено про підозру за ч. 1 ст. 110 Кримінального кодексу України (посягання на територіальну цілісність і недоторканність України). За даними Служби безпеки України, протягом 2017-2019 років колишній народний депутат брав активну участь у масових антиукраїнських заходах у Москві та агітував за "приєднання" захопленої частини сходу України до РФ.
Член Національної спілки журналістів України та Міжнародної федерації журналістів.

## Літературна діяльність
Співавтор (з істориком Г. Поповим) книги «Уроки исторического пути, пройденного Компартией Украины».